# Эрнандес, Кэлли
Кэлли Мэри Эрнандес (англ. Callie Marie Hernandez, род. 24 мая 1988, Джэксонвилл, Флорида, США) — американская актриса, известна своими ролями в фильмах «Ведьма из Блэр» (2016), «Ла-Ла Ленд» (2016), «Паранормальное» (2017) и «Чужой: Завет» (2017).

## Ранняя жизнь
Эрнандес родилась в Джэксонвилле, штат Флорида. В 7-летнем возрасте переехала со своей семьёй в Сан-Антонио, штат Техас. Она училась в средней школе Черчилля и училась в Техасском университете в Остине. Она считает Остин своим родным городом. Перед актёрской игрой Эрнандес играла на виолончели в нескольких группах.

## Карьера
В 2013 году Эрнандес дебютировала в фильме «Мачете убивает». Она была задействована в телесериале ABC «Только для членов», также известном как «Клуб», но шоу было отменено до запланированной премьеры в 2014 году. В 2016 году она снялась в фильме «Ведьма из Блэр: Новая глава» и сыграла второстепенную роль в «Ла-Ла Ленде».
С 2016 по 2017 год Эрнандес играла Саманту в сериале Epix «Могилы», пока шоу не закрыли после двух сезонов. В 2017 году она снялась в фильмах «Паранормальное» и «Чужой: Завет». В 2018 году она появилась в сериале «Под Сильвер-Лэйк».

## Фильмография
| Год  |   | Русское название                                    | Оригинальное название           | Роль                      |
| ---- | - | --------------------------------------------------- | ------------------------------- | ------------------------- |
| 2013 | ф | Мачете убивает                                      | Machete Kills                   | космическая красотка      |
| 2014 | ф | Город грехов 2: Женщина, ради которой стоит убивать | Sin City: A Dame to Kill For    | Тельма                    |
| 2014 | с | От заката до рассвета                               | From Dusk Till Dawn: The Series | Джесси                    |
| 2014 | с | Только для членов                                   | Members Only                    | Ана                       |
| 2016 | ф | Ведьма из Блэр: Новая глава                         | Blair Witch                     | Лиза Арлингтон            |
| 2016 | ф | Ла-Ла Ленд                                          | La La Land                      | Трейси                    |
| 2016 | с | Могилы                                              | Graves                          | Саманта Вега              |
| 2017 | ф | Паранормальное                                      | The Endless                     | Анна                      |
| 2017 | ф | Чужой: Завет                                        | Alien: Covenant                 | Апворт                    |
| 2018 | ф | Под Сильвер-Лэйк                                    | Under the Silver Lake           | Миллисент Сэвенс          |
| 2019 | с | Слишком стар, чтобы умереть молодым                 | Too Old to Die Young            | Аманда                    |
| 2019 | с | Саундтрек                                           | Soundtrack                      | Элеонора «Нелли» О’Брайен |
| 2020 | ф | Один из этих дней                                   | One of These Days               | Мария Парсонс             |
| 2022 | ф | Моя пиратская свадьба                               | Shotgun Wedding                 | Джейми                    |
| 2022 | с | Бортпроводница                                      | The Flight Attendant            | Габриэль Диас             |
| 2022 | ф | Джетика                                             | Jethica                         | Елена                     |